# Eric Williams (basket-ball, 1972)
Pour les articles homonymes, voir Eric Williams et Williams.
Eric Williams, né le 17 juillet 1972 à Newark dans le New Jersey, est un ancien joueur américain de basket-ball. Il évoluait au poste d'ailier.